# سیل، کنت
سیل (به انگلیسی: Seal) یک روستا و محله مدنی در بریتانیا است که در Sevenoaks واقع شده‌است. سیل ۲٬۴۹۱ نفر جمعیت دارد.

## تاریخ
در اسناد اولیه نام روستا اغلب به صورت «سله»، «ساله»، «زلا» یا «لا سلا» آمده است. تا همین اواخر تصور می شد که از کلمه فرانسوی "salle" به معنای سالن گرفته شده است، اما هیچ مدرکی برای تایید این موضوع وجود ندارد. ریشه شناسان نشان می دهند که نام این روستا می تواند از کلمه انگلوساکسون "sole" یا "sol" به معنای "کشتگاه گل آلود، مکان متلاطم" یا "برکه گلی که سرریز می شود" گرفته شده باشد. Seal هنوز یک حوضچه در دوشاخه در پایین پارک لین دارد که در حال حاضر تمایل به سرریز شدن دارد. احتمال دیگر آنگلوساکسون sēale = "گروهی از درختان چری " است. 

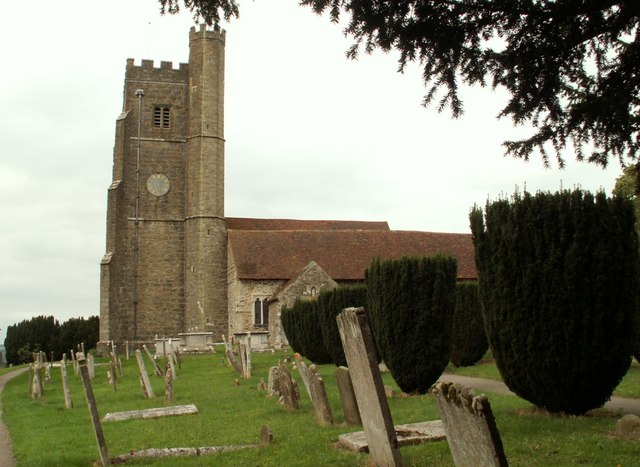
کلیسای سنت پیتر و سنت پل